# 戦史 (トゥキュディデス)
『戦史』（せんし、古希: Ιστορία του Πελοποννησιακού Πολέμου、古代ギリシア語ラテン翻字: Istoría tou Peloponnēsiakoú Polémou、英: History of the Peloponnesian War、日: ペロポネソス戦争史）は、古代ギリシアのアテナイ出身の歴史家トゥキュディデスが著した歴史書である。

## 内容
アテナイの興隆と衰退、ペロポネソス戦争（紀元前431年–紀元前404年）の経過を記録した本書は全8巻からなる（マルケリノス「トゥキュディデス伝」によれば13巻に分けた者もいるが、多くは8巻としているようである）。なお本書の題名は、後世に付けられたもので、『歴史』、『ペロポネソス戦争史』とも称される。本書は客観的かつ実証的な叙述で知られ、物語的叙述であるヘロドトスの『歴史』（ヒストリア）と対比されることが多い。また、本書の随所に現れる政治家や将軍たちの演説もその大きな特徴のひとつである。
トゥキュディデスは、ペロポネソス戦争がギリシア世界を揺るがす大戦に発展すると考え、その記録を残す事によって後世の人々が似たような事態に直面したときに、この記録（故に戦史と称された）を教訓としてうまく活かせるようとの意図で執筆したと、序言で述べている。またアテナイで発生した疫病の状況や、負傷した兵士が知人の顔を認識できなくなる症状（相貌失認）など関連する事象も多数記録されている。
『戦史』はペロポネソス戦争の全史を記述するはずであったが、紀元前411年の記録を以って突然中断し未完となった。なお、執筆年代について一気に書いた説と少しずつ書き溜めた説とがあり、さらにトゥキュディデスは紀元前395年に没したことから、中断を直接に結びつける説は現在の研究では支持されていない。
執筆作業は、哲人ソクラテスの弟子クセノポンに引き継がれ、紀元前411年以降の歴史は『ギリシア史』（古希: Ἑλληνικά、古代ギリシア語ラテン翻字: Hellēniká、英: Hellenica、日: ヘレニカ）にまとめられた事で、ペロポネソス戦争の記述は完結した。

## 構成
- 1巻：ペロポネソス戦争の背景、紀元前432年まで
- 2巻：紀元前431年から紀元前429年まで
- 3巻：紀元前428年から紀元前425年まで
- 4巻：紀元前425年から紀元前423年まで
- 5巻：紀元前422年から紀元前416年まで
- 6巻：紀元前416年から紀元前414年まで
- 7巻：紀元前414年から紀元前413年まで
- 8巻：紀元前413年から紀元前411年まで

## 日本語訳
- 久保正彰訳 『トゥーキュディデース　戦史』 岩波文庫（上中下）、1966-67年、新装復刊1997年、2008年、2014年、2017年ほか
  - 抜粋版 『トゥキュディデス　戦史』 中央公論新社〈中公クラシックス〉、2013年。解説桜井万里子
- 小西晴雄訳[1] 『トゥキュディデス　歴史』 ちくま学芸文庫（上下）、2013年。電子書籍も刊
  - 元版 『トゥーキュディデース　歴史』 筑摩書房〈世界古典文学全集11〉、1971年、復刊1982年、1989年、2005年ほか

マルケリーノス「トゥキディデス伝」を併録。
- 藤縄謙三・城江良和訳 『トゥキュディデス　歴史 1・2』 京都大学学術出版会〈西洋古典叢書〉、2000-2003年。各巻を分担訳

最初の訳本
- 『トゥーキューディデース　歴史』、青木巌訳、生活社（上下）、昭和17-18年、新版・昭和21年（1946年）
※戦後刊の新版では、時局の変転で訳者あとがきが改変されている。
訳者（1900～73年）は「ヘロトドス　歴史」の最初の訳者でもある。昭和15-16年に、生活社（上下）で刊行[2]。